# Hüllőmedencéjűek
A hüllőmedencéjűek (Saurischia) (az ógörög σαυρος / szaurosz, 'gyík' és ισχιον / iszkion, 'medenceízület' szavak összetételéből) egyike a dinoszauruszok két rendjének. A dinoszauruszokat 1888-ban Harry Seeley osztotta két nagy rendre, a medence szerkezete alapján, megkülönböztetve a hüllőmedencéjűeket a madármedencéjűektől (ornitischia).
Valamennyi húsevő theropoda dinoszaurusz hüllőmedencéjű volt és a növényevő dinoszauruszok két nagy ága közül a sauropodomorphok szintén. A kréta időszak végén valamennyi nem repülő hüllőmedencéjű eltűnt a kréta-tercier kihalási hullám során.
A hüllőmedencéjűek a késő triász kor idején váltak el a madármedencéjűektől, megőrizve a háromnyelvű medencestruktúrát, előremutató szeméremcsonttal (pubis), de a Maniraptora csoport egyes fejlett formáiban ez utóbbi visszafordult, a madármedencéjűekéhez hasonlóvá válva. A madármedencéjűekben újfajta medencestruktúra fejlődött ki, a szeméremcsont caudálisan forgott, párhuzamossá válva az ülőcsonttal (ischium), gyakran akár egy előremutató folyamatban, négynyelvű struktúrát kialakítva. Ez hasonló a madarak medencéjéhez, ezért kapták nevüket a madármedencéjűek. Mindez azonban nem azt jelenti, hogy a madármedencéjűekből fejlődtek volna ki a madarak: épp ellenkezőleg, a jura időszakban a hüllőmedencéjűek egy része fejlesztett ki függetlenül a madármedencéjűektől egy olyan medencestruktúrát, amely aztán a madarakban folytatódott. (Ez a konvergens evolúció) egy példája.)  
Seeley felosztása kiállta az idő próbáját, de létezik egy kevesek által vallott másik elmélet is, amelyet először Robert T. Bakker hirdetett, 1986-ban megjelent The Dinosaur Heresies (A dinoszaurusz-eretnekség) című könyvében. Eszerint a theropodák külön csoportot alkotnának, és velük szemben elkülönült, Bakker és követői által Phytodinosauria  illetve Ornithischiformes névre keresztelt csoportba kerülne a növényevő dinoszauruszok két nagy ága, a sauromorphok és az ornitischia.